# Logički pozitivizam
Logički pozitivizam filozofski je pravac koji se također naziva i logički empirizam, kojeg su prvo zastupali pripadnici tzv. Bečkog kruga, i koji je kombinirao dvije osnovne ideje: samo vidljive činjenice je moguće spoznati (osim a priori tvrdnji kao npr. u matematici i logici) s dubokim uvjerenjem da će studij filozofskih pitanja dati pozitivne rezultate ako budu rabljeni alati koje su davale formulacije ovorazvijene logike. Empirizam je dobio u naslijeđe ideje britanskih empirista Johna Lockea i Davida Humea preko Augusta Comtea pa do Ernsta Macha; logiku prvenstveno od Gottloba Fregea, Bertranda Russella, Rudolfa Carnapa i Ludwiga Wittgensteina, osobito djelo potonjeg filozofa  Tractatus logico-philosophicus. Na taj način filozofija je trebala dati točne odgovora na način kako su to prirodne znanosti i matematika postigli.

## Logički pozitivizam
Immanuel Kant je moć rasuđivanja podijelio na analitičke, sintetičke, kao i na a priori i a posteriori. Prema Kantu mogli su postojati sintetički "a priori rasuđivanja". 
Primjer su matematičke tvrdnje. Frege je prihvatio Kantovu podjelu, ali je odbacio stav da postoje sintetički  "a priori rasuđivanja". Prema Fregeu, matematika je logika, i njen učinak je da su matematičke tvrdnje analitički a priori. Ostali logički pozitivisti prihvataju uglavnom Fregeove ideje u okvirima matematike i logicizma da je rasuđivanje ili analitičko a priori ili sintetičko a posteriori. Nešto treće, sintetičko a priori, što se moglo naći kod Kanta, nije prihvaćeno.
Iz Wittgensteinovog Tractatus'a' su dvije ideje utjelovljene u logički pozitivizam: učenje da su sve smislene izjave istinite funkcije sastavljene od osnovnih tvrdnji i percepcije filozofije kao kritike jezika. 
Wittgensteinova teorija značenja razrađena je u princip verifikacije; jedna tvrdnja je smislena ako i samo ako se može pokazati kao istinita ili lažna na temelju pojedinačnih opažanja (ako to nije logička ili matematička istina). Ovaj kriterij, međutim, ima niz problema koji su sažeti u Carl Hempelovom djelu "Problems and Changes in the Empiricists Criterion of Meaning". Na primjer, tvrdnnja da su "svi labudovi bijeli" je problematična jer da bi se pokazala istinitom moraju se postojeći labudovi ispitati. Drugi problem je taj što princip verifikacije niti je analitički niti sintetički, i prema svojim kriterijima je besmislen.
Wittgensteinovu ideju o filozofiji kao kritici jezika, koju je on uglavnom preuzeo od Fregea, pozitiviisti tumače "kroz filozofske jasne tvrdnje, koje znanost verificira".
U potonjem slučaju radi se o istinitosti tvrdnji a u prvom što tvrdnje zaista  znače" (Moritz Schlick u prvom broju časopisa bečkog kruga Erkenntnis).
Akademija se mogla podijeliti na dio koji se bavio sintetičkim stvarima: empiristi (prirodni znanstvenici, sociolozi, povjesničari, itd.), i na a prioriste (filozofe, logičare i matematičare). Zadatak ovih posljednjih bio je istražiti kako svijet izgleda, jer to prema logičkim pozitivistima, nije se moglo ostvariti s a priori metodama.

## Napuštanje ideje logičkog pozitivizma
Nekoliko čimbenika dovodi do "pada" logičkog pozitivizma. Jednan čimbenik bila je kritika unutar paradigme kakvu je Hempel provodio.
U tipičnom analitičko-filozofskom duhu pokušalo se bezuspješno desetljećima dobiti zadovoljavajući kriterij i na kraju je bilo sve više onih koji su odustajali od ideje.
Važnu ulogu odigrao je jedan drugi filozof koji je pripadalo logičkim pozitivistima: Willard van Orman Quine, najpoznatiji učenik Rudolfa Carnapa. Quine je tvrdio u svom poznatom eseju iz 1951. "Two Dogmas of Empiricism" (hr. Dvije dogme o empirizmu), da se razlika između sintetičkih i analitičkih tvrdnji ne može jasno održati. Ovaj način razmišljanja stavlja ideju o logičkom pozitivizmu pred svršen čin: npr. stroga podjela na filozofe i ne-filozofe je neodrživa. Iz toga naravno slijedi da se smisao pozitivističkog kriterija ne može prihvatiti. Treći čimbenik bio je sam Wittgenstein, koji je tijekom 1930-ih i 1940-ih razvio novu filozofiju koja je bila u protivnosti s Tractatusom i još više prema logičkom pozitivizmu.